# Fiat 600
La Fiat 600 è un'autovettura prodotta dalla casa automobilistica italiana FIAT, costruita dal 1955 al 1969. Viene considerata l'icona del boom economico italiano.

## Contesto
Nel secondo dopoguerra la FIAT era guidata da Vittorio Valletta, cui venne affidato il compito di motorizzare la nuova Italia repubblicana, come già era stato tentato e parzialmente realizzato attraverso il modello "Topolino". Se negli anni trenta il progetto "Topolino" era stato scarsamente innovativo, negli anni cinquanta era sicuramente superato.
Valletta incaricò Dante Giacosa di realizzare la nuova vettura: un compito arduo, dato che l'azienda aveva potenzialità veramente modeste.
La piccola utilitaria Fiat venne presentata il 9 marzo 1955 a Ginevra, nel Palazzo delle Esposizioni.
Dotata di due portiere (nelle prime versioni prodotte fino al maggio 1964 con portiere incernierate posteriormente) e con una abitabilità discreta per quattro persone, era equipaggiata con un motore di nuova progettazione, il "100", situato in posizione posteriore, di 633 cm³, erogante una potenza di 21,5 CV (pari a 15,8 kW) a 4 600 giri al minuto, in grado di spingere l'automobile fino a 95 km/h. Il prezzo di listino era di 590 000 lire.
La "600", nata come vettura popolare, ma non del tutto superutilitaria, avrà uno strabiliante successo di vendite e, dopo pochi mesi, il tempo di attesa per la consegna supererà l'anno. Ingredienti strategici del successo furono il prezzo competitivo, ma non stracciato, una buona dotazione e qualità per il prezzo, una buona abitabilità e il buon comportamento stradale che, abbinato al buon cambio, dava anche soddisfazioni di guida nonostante il piccolo motore. L'arma vincente fu anche il basso costo di gestione: 14 km con un litro e, con una potenza fiscale di 9CV, una tassa di circolazione di sole 10.000 lire.
In occasione della presentazione della Fiat 600, la Rai, in un'epoca in cui non faceva pubblicità televisiva, trasmise un cortometraggio sulla macchina nuova nata, preparato da Cinefiat e tipico esempio di pubblicità redazionale.

## Progetto
Contrariamente a quanto si è talvolta ritenuto, la 600 non fu semplicemente figlia di un intervento per ovviare ai ritardi della presentazione della successiva 500, ma un progetto ragionato, figlio di un lungo studio e di vari progetti alternativi, iniziato già nel 1945, quando venne sottoposta alla FIAT (azionista della SIMCA) un progetto appoggiato dal governo francese di vettura con telaio in alluminio e trazione anteriore. Sicuramente, certe ardite sperimentazioni a cavallo della guerra furono lasciate da parte quando si delineò il progetto di questa vettura.
Riprendendo degli studi d'anteguerra, Dante Giacosa aveva effettuato sin dal 1945 degli studi e delle prove su un progetto chiamato "102" o "400 sperimentale" in cui erano state sperimentate anche la trazione anteriore e le leghe leggere. I pochi capitali a disposizione e la necessità di sostituire le più vetuste "1100" e "1500" d'anteguerra avevano però rinviato i progetti.
Inoltre tali soluzioni presentavano rischi eccessivi per l'elevata innovazione che comportavano e quindi si cercarono strade sì nuove, ma meno spinte, soprattutto in funzione dei costi di produzione.

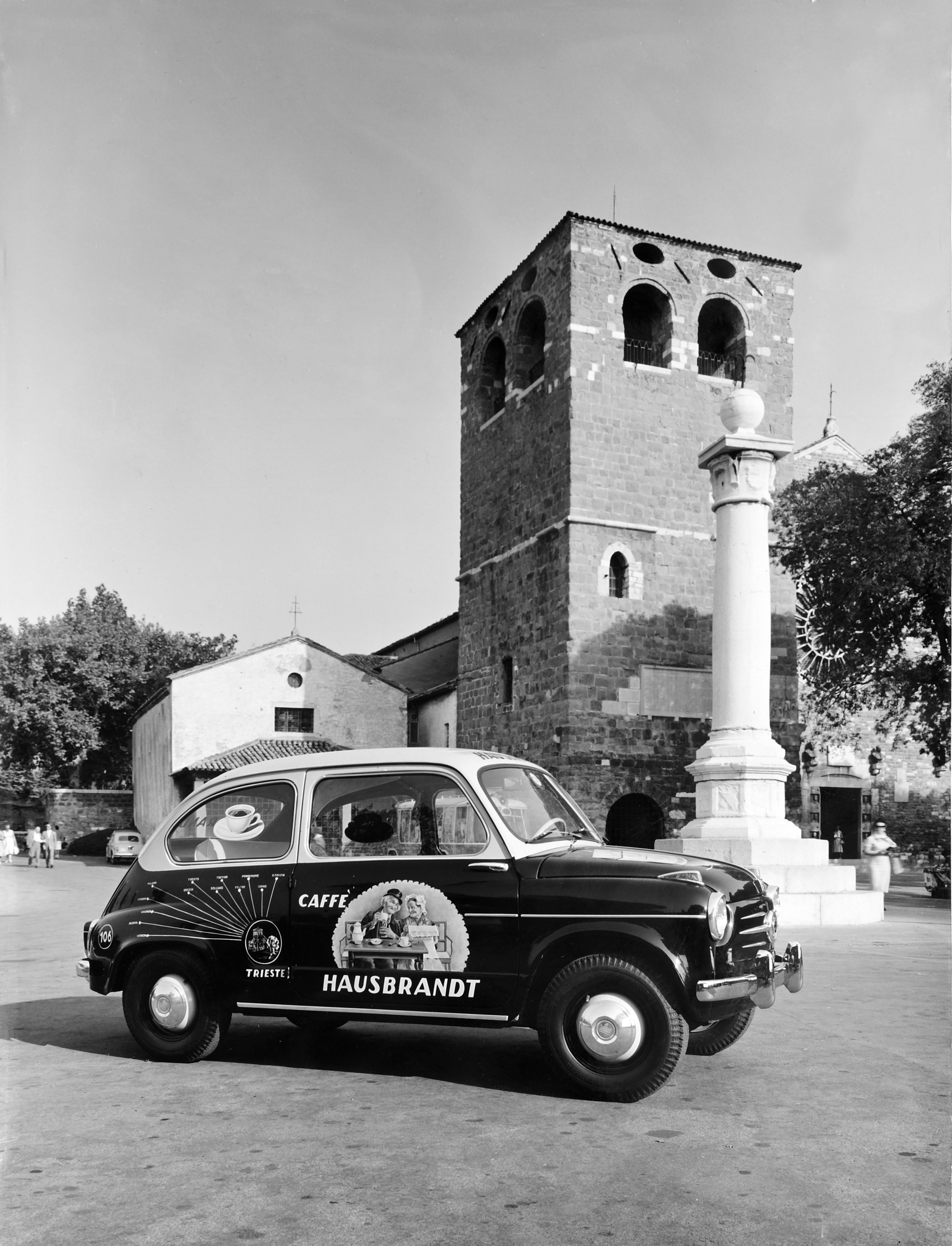
Fiat 600 2ª serie a Trieste

Dopo che nel 1949 e nel 1951 era stato completato il lancio della "1400" e della "103", poi presentata nel 1953 come "Fiat 1100", alla FIAT cominciarono a lavorare sull'erede della 500C, ossia dell'ultima versione della "Topolino".
Così, nel 1951, si ritornò ad analizzare l'ipotesi di una "tutto dietro" o di una "tutto avanti", soluzioni che offrivano risparmi di peso e di costi. La "tutto avanti" venne scartata per l'opposizione della direzione  FIAT e per problemi costruttivi; inoltre Giacosa poteva sfruttare l'esperienza maturata con la Cisitalia, per la quale aveva realizzato una piccola vettura da corsa con motore posteriore derivato dal "1100" d'anteguerra, in particolare per il cambio.
Anche la Volkswagen con il Maggiolino e la Renault con la 4CV avevano intrapreso con successo la strada del "tutto dietro".
L'impostazione stilistico-dimensionale della vettura fu definita nel 1951, ma si pose il problema della motorizzazione: inizialmente venne studiato un motore a due cilindri a V di 150° abbinato ad un cambio semiautomatico, come quello della Cisitalia. La soluzione, interessante, venne scartata perché avrebbe richiesto tempi lunghissimi di sviluppo, mentre l'invecchiamento della 500C era ormai evidente.
Dal canto suo, la dirigenza FIAT premeva per l'immediata messa in produzione di un modello economico che potesse sostituire l'ormai obsoleta "Topolino". Fu richiesto il massimo della sperimentazione con il minimo della spesa. La scelta di forme arrotondate fu fatta invece per risparmiare lamiera (e peso).
Fu così che "chiuso in una stanza con un pugno di disegnatori", come ebbe modo di raccontare Giacosa, in pochi mesi venne disegnato un gruppo motopropulsore completamente nuovo, a 4 cilindri verticali, relativamente convenzionale, raffreddato ad acqua e con 4 marce. Era l'inizio del 1953 e poteva avviarsi la sperimentazione definitiva. La morfologia del motore della prima 600, con i dovuti aggiornamenti ed incrementi di cilindrata, sarà riconoscibile ad un occhio esperto nel propulsore di moltissimi modelli futuri. La sua proverbiale razionalità, robustezza, affidabilità e parsimonia lo renderanno uno dei migliori mai progettati a Mirafiori. Sulla base dei vecchi "100" (633 cm³) e "100D" (767 cm³), nasceranno i motori della 850, 127, Panda 34, Panda 45, Panda 903, Uno 903 e Uno 45, senza contare l'Autobianchi A112 anche nelle versioni Abarth da 982 cm³ e 1 050 cm³ e le SEAT Ibiza e Marbella, solo per citare i modelli più popolari.

## Motore
Il motore progetto “100”, da 633 cm³, presentava grandi novità, come il collettore di aspirazione integrato nella fusione della testa (grande vantaggio economico) e, per la prima volta per FIAT, il basamento monoblocco (e non in 4 pezzi saldati insieme, come sulla Topolino). Fu un tipo di motore che ebbe vita lunghissima: basti dire che, con cilindrate a mano a mano cresciute, rimarrà utilizzato sino al 2000, dopo che la produzione era stata spostata in Polonia.
La sospensione a balestra trasversale sarebbe stata utilizzata sul posteriore ancora dalla 127 e dalla 128 quasi trent'anni dopo, con il vantaggio di avere l'elemento elastico facente funzione anche di barra antirollio.
Arrischiata, ma efficace, fu la soluzione del radiatore posto nel posteriore con il ventilatore calettato sulla pompa dell'acqua (un'integrazione di funzione, evidentemente pensata per ridurre i costi).
Il ventilatore lavorava spingendo l'aria contro il senso di marcia (dal dietro verso l'avanti), ma questo non creò problemi insormontabili, grazie anche all'adozione di un convogliatore di gomma aderente al radiatore. La progettazione terminò di fatto a metà 1954 e fu avviato l'attrezzamento delle officine di Mirafiori, dove la vettura sarà prodotta sino alla fine degli anni sessanta.
Dal suo progetto base, compresa la cellula abitativa, venne messa in produzione dal 1964 la Fiat 850, che ne prenderà il posto come secondo modello base della produzione Fiat dopo la Nuova 500 e può esserne considerata l'erede. Per quanto riguarda il nome, invece, la Fiat lo rispolvererà nel 1998 con la presentazione della Fiat Seicento, che non aveva però alcun punto in comune con la progenitrice.

## Evoluzione del modello
600 I serie (marzo 1955-febbraio 1957): motore 633 cm³, carburatore Weber 22 DRA, 21,5 CV (15,8 kW) a 4 600 giri/min, velocità massima  95 km/h. Portiere incernierate posteriormente (controvento), vetri scorrevoli, indicatori di direzione sui parafanghi come sulla Topolino, fregio anteriore "600" con i 6 baffi in alluminio, fanalini posteriori piccoli con base in alluminio, indicatore di direzione posteriore integrato con lo stop. Nell'estate 1955 viene perfezionato l'indicatore del livello della benzina, eliminandone le oscillazioni durante la marcia.
600 II serie (marzo 1957-febbraio 1959): la cilindrata rimane invariata, ma la potenza diventa di 22 CV (16 kW) a 4 600 giri/min, grazie al carburatore Weber 22 IM. Vengono adottati i cristalli delle porte discendenti con meccanismo a manovella, ma senza deflettore, fanalini posteriori con indicatore di direzione arancione e catarifrangente incorporato (successivamente la Fiat fornirà un catarifrangente rotondo adesivo da applicare a cura del cliente).

Una FiAT 600 3ª serie

600 III serie (marzo 1959-settembre 1960): ulteriore incremento di potenza del motore, che con un carburatore Weber 26 IM e il rapporto di compressione aumentato da 7:1 a 7,5:1 raggiunge i 24,5 CV (18 kW) a 4 900 giri/min, per una velocità massima di 100 km/h. Consumi invariati. Dinamo da 230 W anziché 180. Al salone di Torino nel novembre 1959 viene modificata la fanaleria, in conformità con il Codice deIla Strada di imminente introduzione: le luci di posizione con gli indicatori di direzione anteriori non sono più a goccia sui parafanghi ma rotonde (soluzione già adottata da molti carrozzieri per versioni speciali), e le luci posteriori sono più grandi e squadrate con catadiottro incorporato; compaiono inoltre i ripetitori anteriori (gemme di colore arancione) degli indicatori di direzione.
600D I serie (settembre 1960-aprile 1964): motore 767 cm³, 29 CV (21 kW) a 4 800 giri/min, velocità massima circa 110 km/h. Nonostante l'aumento di potenza, i consumi rimangono di 5,7 l per 100 km. Sul cofano motore le griglie diventano da 30 a 36, deflettori alle portiere che erano ancora incernierate posteriormente.
600D II serie (maggio 1964-ottobre 1965): meccanica invariata. In concomitanza con il lancio della 850, passaggio alle portiere controvento con cerniere all'anteriore non più visibili dall'esterno. In comune con la 850 erano parabrezza, tetto, porte, ossatura fiancate oltre al pavimento e la struttura.
600D III serie (novembre 1965-dicembre 1969, detta fanalona per i fari anteriori più grandi): la meccanica resta invariata, eccetto che per la sostituzione del filtro olio a cartuccia con il tipo centrifugo. Varie le migliorie estetiche e funzionali, come la scomparsa delle modanature in alluminio, eccetto quelle sui sottoporta, e i proiettori con diametro maggiorato a 170 mm, unificati della "850", che valsero al modello l'appellativo di "fanalona".  Paraurti con rostri rinnovati dotati di sporgenza di materiale plastico.
Da notare inoltre il nuovo fregio anteriore con un solo baffo e il serbatoio carburante di maggior sicurezza, formato a lingotto da 31 litri, che diminuisce lievemente la capienza del bagagliaio. 
Altra novità, le coppe ruota uguali a quelle della 850. La novità più importante, però, è rappresentata dal ritorno del tetto apribile opzionale, come sulla prima serie, disponibile però solo fino al 1969, un anno prima dell'uscita di produzione definitiva. Presentata al Salone di Torino del 1965, veniva proposta a L. 690 100 nella versione con tetto chiuso e a L. 704 200 nella versione "trasformabile" con tetto apribile. Quest'ultimo allestimento uscì di produzione nel dicembre 1968.
La 600D (familiarmente chiamata anche "750"), fu venduta in alcuni mercati del nord-Europa come Fiat 770 (da non confondere con un modello omonimo prodotto in Argentina e derivato dalla 850).

## Produzione

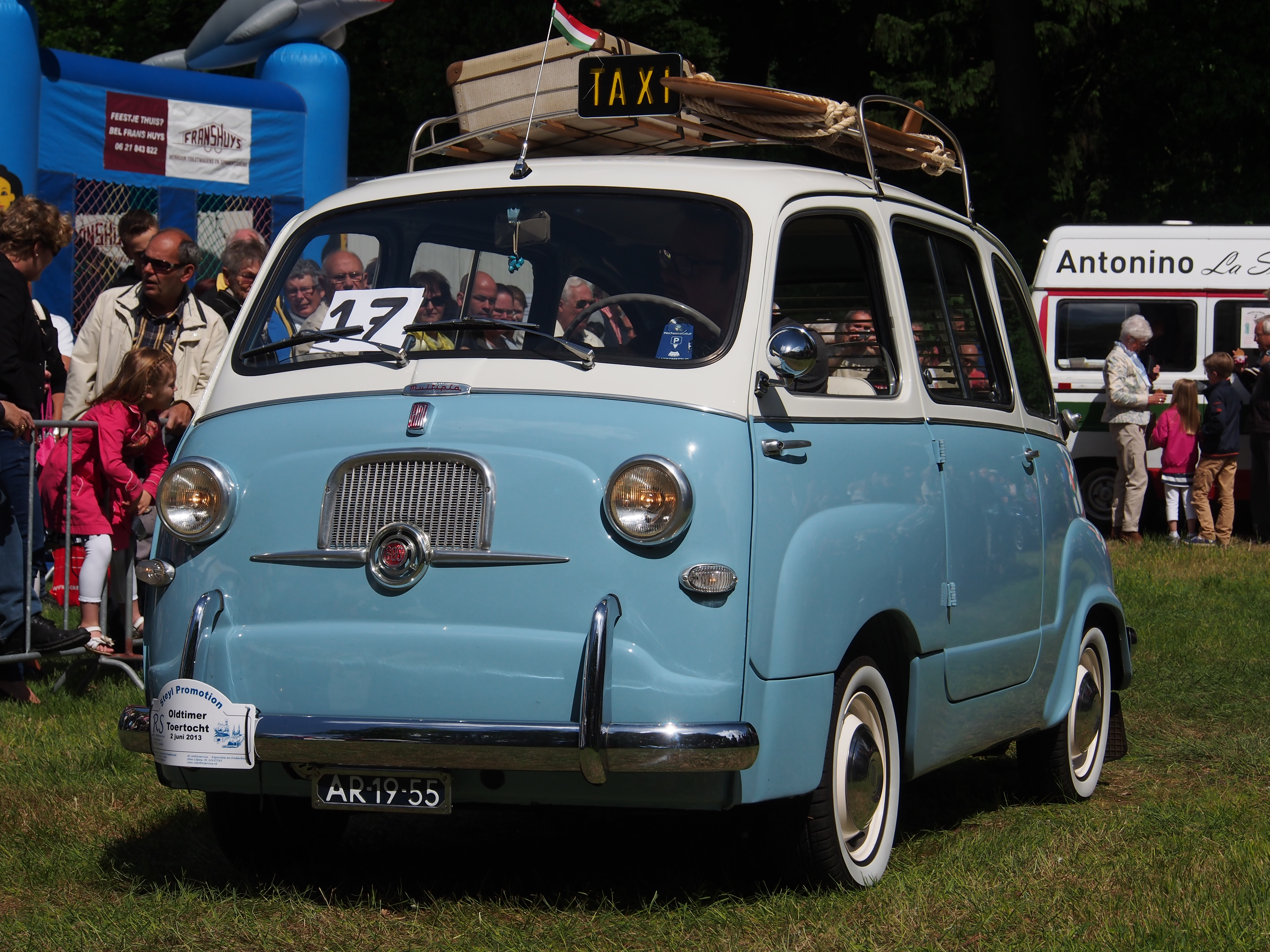
Fiat 600 Multipla

- Italia - Fiat: 2 695 197 unità
- Spagna - SEAT: 814 926 unità
- Germania - Fiat Neckar: 171 355 unità
- Jugoslavia - Zastava: 923 487 unità
- Argentina - Fiat: 304 016 unità
- Cile: circa 12 000 unità in CKD

Totale mondo: oltre 4 939 642 unità

### La "Multipla"
Grande successo ottenne anche la successiva versione Multipla, in cui l'abitabilità venne notevolmente ampliata fino a raggiungere i sei posti su tre file di sedili. Gli schienali e le poltrone delle due file posteriori, mediante un ingegnoso gioco ad incastro, potevano essere facilmente abbattuti, formando una estesa e complanare superficie di carico. Quest'ultima versione incontrò il favore degli artigiani, dei taxisti e delle famiglie numerose.
Destinata a sostituire la “500 C Giardiniera”, fu figlia di una ardita idea di Giacosa, che decise di avanzare il posto guida a cavallo dell'asse anteriore (dotato della sospensione della 1100) e di aggiungere due porte posteriori.
La carrozzeria “Coriasco” ne realizzó una versione furgoncino per le Poste Italiane, con diversa coda e uno sportellino con piccolo vano di carico sopra il motore, la cui impostazione sarà ripresa dalla casa madre e, con un nuovo frontale squadrato e le porte anteriori con apertura convenzionale, diventerà il Fiat 600T, diventato poi 850T quando la cilindrata venne portata prima a 843 e poi a 903 cm³.

## Modelli costruiti su licenza

### La Fiat 600 argentina

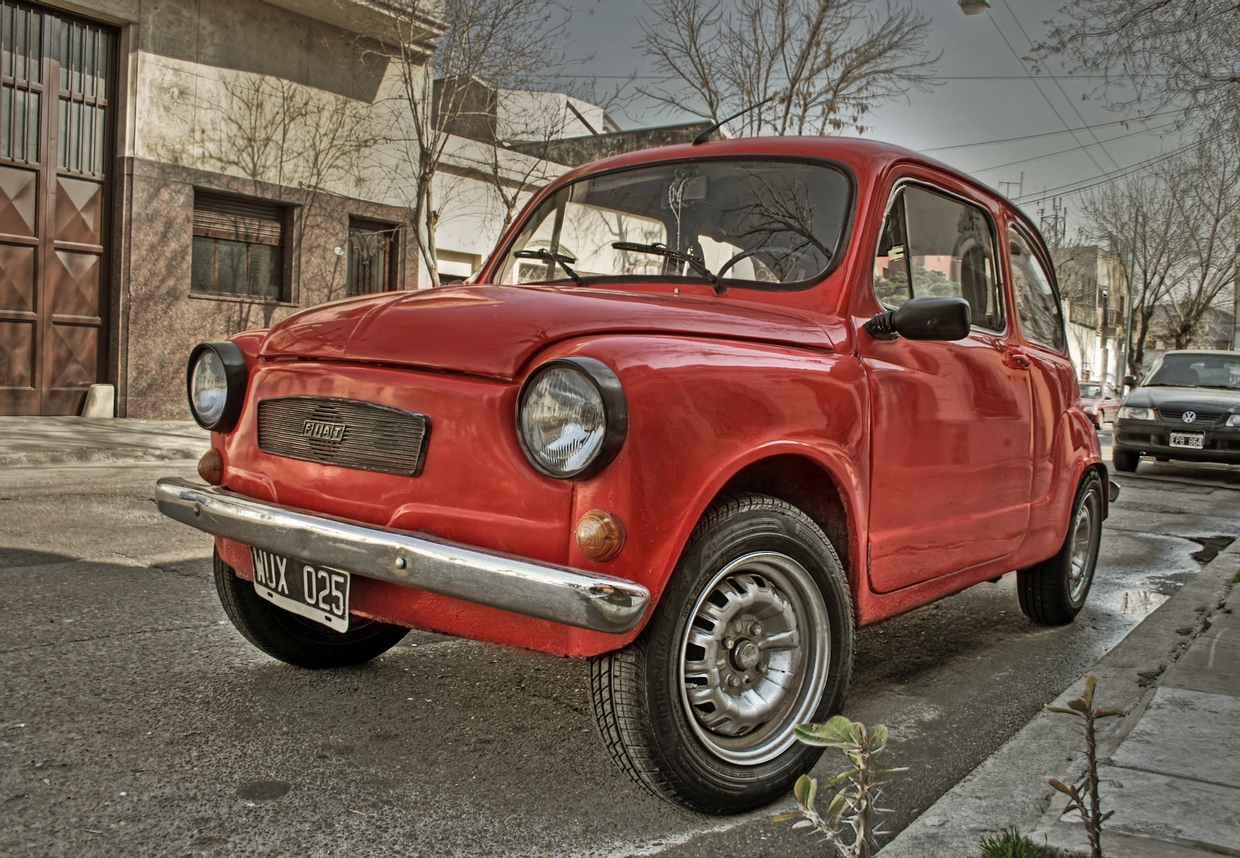
Fiat 600 argentina

Dal 1958 al 1960 la Fiat 600 venne importata in Argentina, per poi essere prodotta dalla locale "Fiat Someca SA" prima a Caseros (Buenos Aires) poi a El Palomar (poi stabilimenti del gruppo PSA). Inizialmente vennero utilizzati componenti provenienti dall'Italia, in seguito "nazionalizzati" (a cominciare dai motori prodotti a Córdoba); dal 7 aprile 1960 la Fiat 600 Argentina fu interamente prodotta nella nuovissima fabbrica Fiat locale.
Nel 1962 fu sostituita dalla 600D, che nel 1964 ebbe alcune migliorie meccaniche ed estetiche.
Nel 1965, trasformata la società Fiat Someca SA in "Fiat Concord SA", venne introdotta la 600E, con le portiere ad apertura convenzionale.
Nel 1970, al termine della produzione in Italia, venne avviato il modello 600R, con alcune migliorie ed una finta griglia radiatore anteriore.
Nel 1977, infine, venne adottato un motore di 843 cm³ e 32 CV (23,6 kW), analogo a quello della Fiat 133. La produzione finirà nel 1982, con una produzione di più di 302 000 esemplari. Nel 1980 la Fiat Concord è stata fusa nella Sevel Argentina, una joint venture costituita dalla Fiat con il gruppo PSA.

### SEAT 600

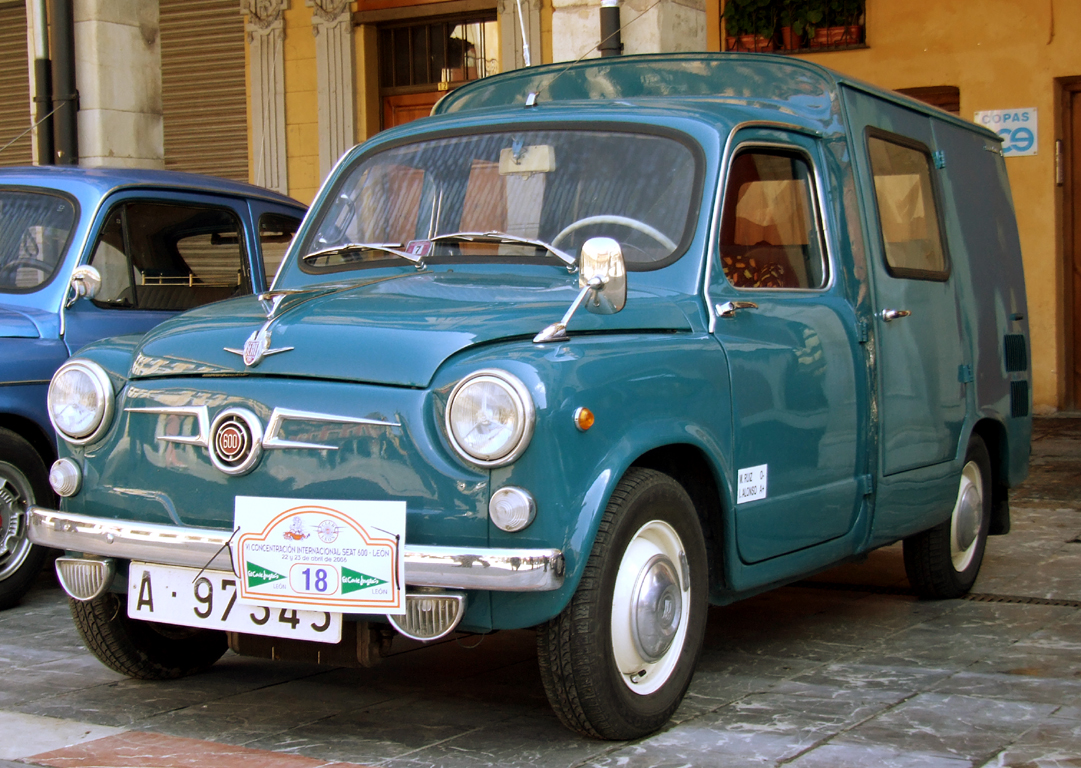
Una SIATA SEAT Formichetta (1960-68) su base Seat 600 3ª serie

Durante gli anni di produzione del modello originale, e anche dopo, fu prodotta anche su licenza in varie nazioni europee, su tutte in Spagna dalla SEAT, con il nome di SEAT 600 (814 926 unità).

La produzione iniziò il 27 maggio 1957 con la 600N telaio n° 100-106-400000, del tutto analoga alla versione italiana. Tra il 1957 ed il 1963 ne furono fabbricati 131 958 esemplari.

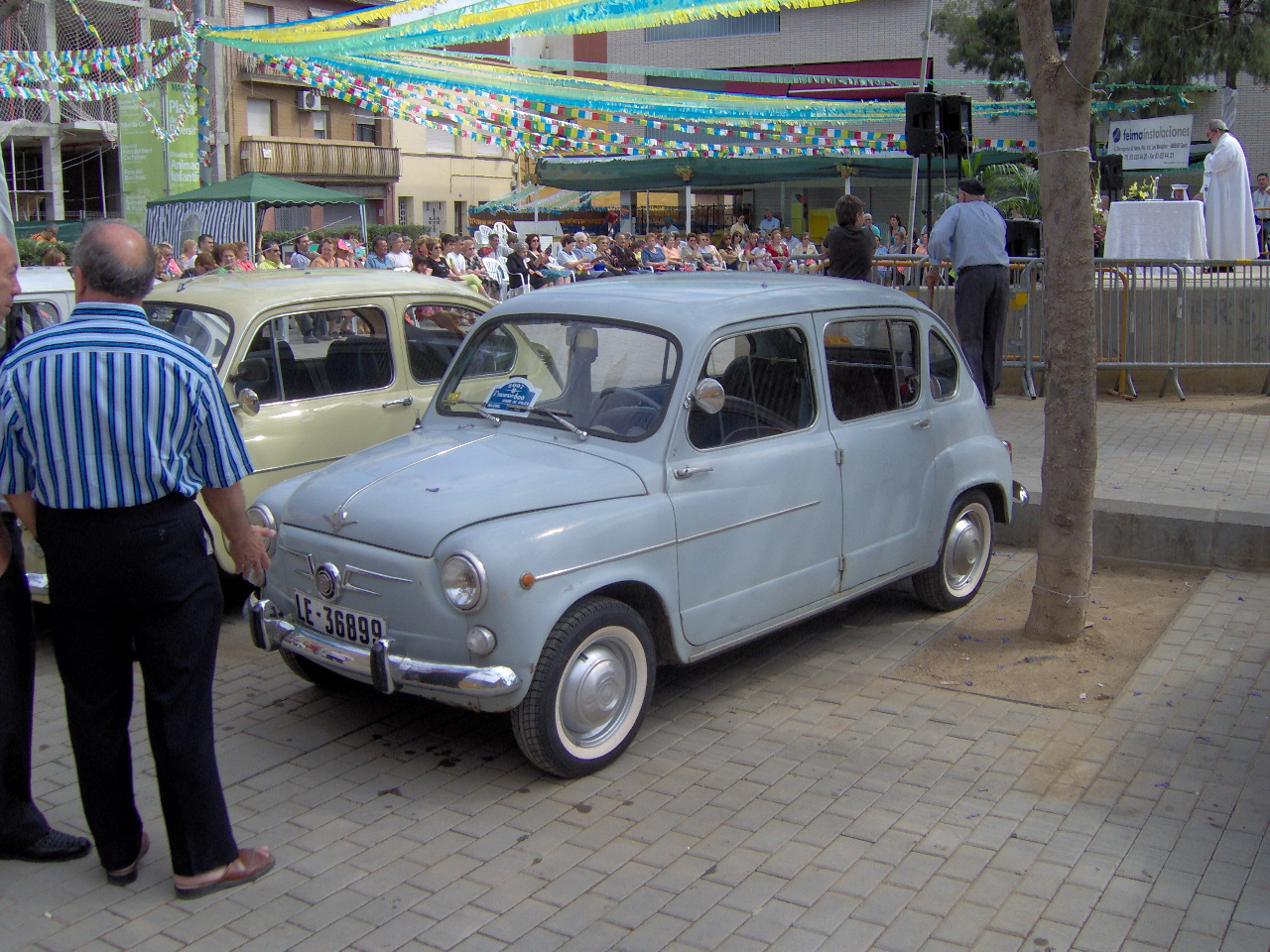
Una SEAT 800 a quattro porte

Nel 1963 essa adottò il motore di 767 cm³ e il nome della sorella Fiat 600D italiana, mantenendo però l'apertura delle porte con cerniere posizionate posteriormente. Tra il 1963 ed il 1970 ne furono fabbricati 418 000 esemplari.
Terminata la produzione in Italia, nel 1970, anche la SEAT adottò l'apertura delle porte oggi convenzionale con la versione 600E (in effetti uguale alla 600D italiana). Questa versione fu quella più esportata in America Latina (Messico e Colombia specialmente); era anche fabbricata in Argentina presso la Fiat Concord, ed in Africa.
Ad ottobre 1972 uscì l'ultima versione, la 600L. Furono adottate piccole migliorie e la potenza del motore venne portata da 29 a 32,5 CV. Il 3 agosto 1973 l'ultimo esemplare uscì dalla fabbrica di Barcellona Zona Franca.
Tra il 1961 e il 1967 fu realizzata per conto della SEAT, prima dall'italiana SIATA, poi dalla Carrozzeria "Talleres Costa", una versione furgoncino (con due porte laterali) denominata "Formichetta"; ne furono fabbricati poco meno di 10 000 esemplari.
Sempre dalle officine "Talleres Costa" uscì, tra il 1964 al 1967, in 17 577 esemplari, una versione molto originale, la SEAT 800. Allungata di 18 cm, era dotata di quattro porte, le due posteriori ad apertura convenzionale, ed omologata per 5 posti.

### Zastava 600
In Jugoslavia venne prodotta dalla Zastava, con il nome di Zastava 600, Zastava 750 (motore 767 cm³) e Zastava 850 (motore della Fiat 850). Anche in Jugoslavia si produsse una versione furgoncino.

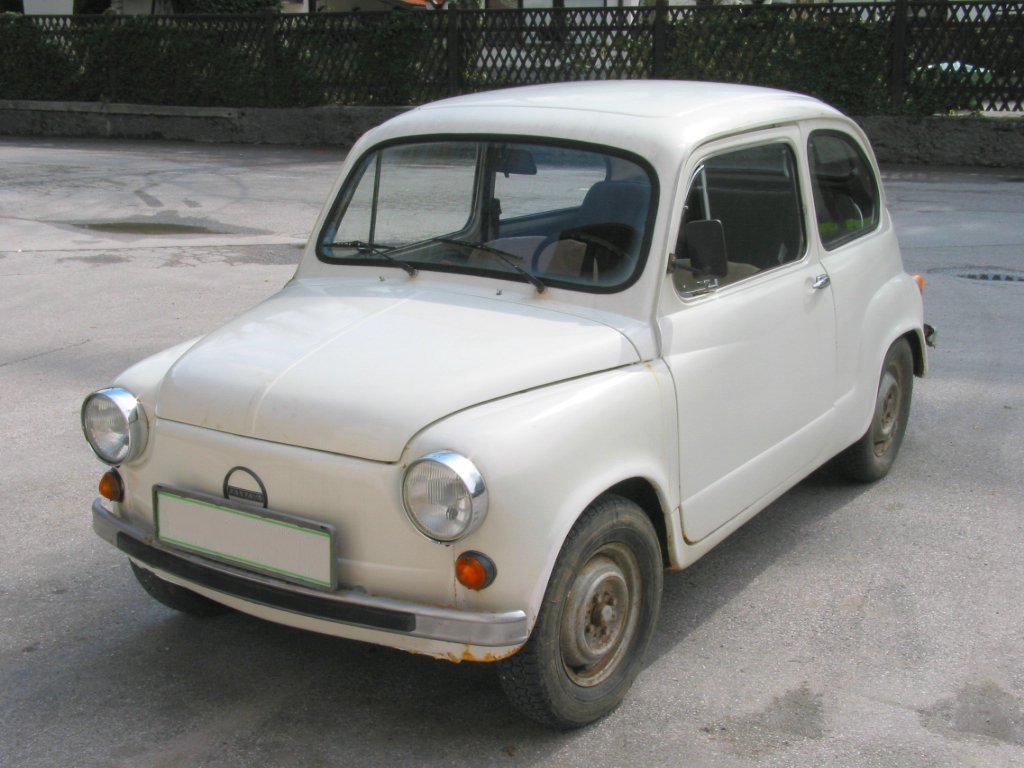
Una Zastava 600/750/850-versione jugoslava della Fiat 600

Tra il 1955 e il 1959 le vetture erano prodotte in Italia con marchio "Zastava"; poi, dal 1960, la produzione fu avviata nello stabilimento di Kragujevac, con il nome di 600D e il motore 767 cm³, ma ancora con le portiere controvento.
Il modello Zastava 750, avviato nel 1964 con il motore 767 cm³ e le portiere tradizionali, rimase in produzione sino al 1985, affiancato dal 1980 dalla Zastava 850, dotata di motore e cambio completamente sincronizzato, primo rapporto compreso, della vecchia Fiat 850.
Anche in Jugoslavia venne prodotta una versione simile alla "Formicheta" spagnola.
In realtà in Jugoslavia la Zastava 750 era più conosciuta con in nomigliolo di 'Fičo' (o anche Fiko o Fiča), dal nome di un personaggio dei fumetti che la pubblicizzava nello stato balcanico.
La Fiat 750 su modello Zastava venne prodotta anche in Colombia, tra il 1977 e il 1979, presso la Compañía Colombiana Automotriz di Bogotà.

### Fiat Neckar Jagst 600/770
La Fiat 600 tra il 1956 ed il 1967 fu fabbricata anche in Germania presso la Fiat Neckar, filiale tedesca del gruppo Fiat nata dalla precedente Fiat NSU.
Presentata in un primo tempo come Neckar Jagst, nel 1960, con l'uscita della Fiat 600D, diventó Neckar Jagst 770. Il modello venne fabbricato fino al 1967 in più di 172 000 esemplari.

## Modelli derivati

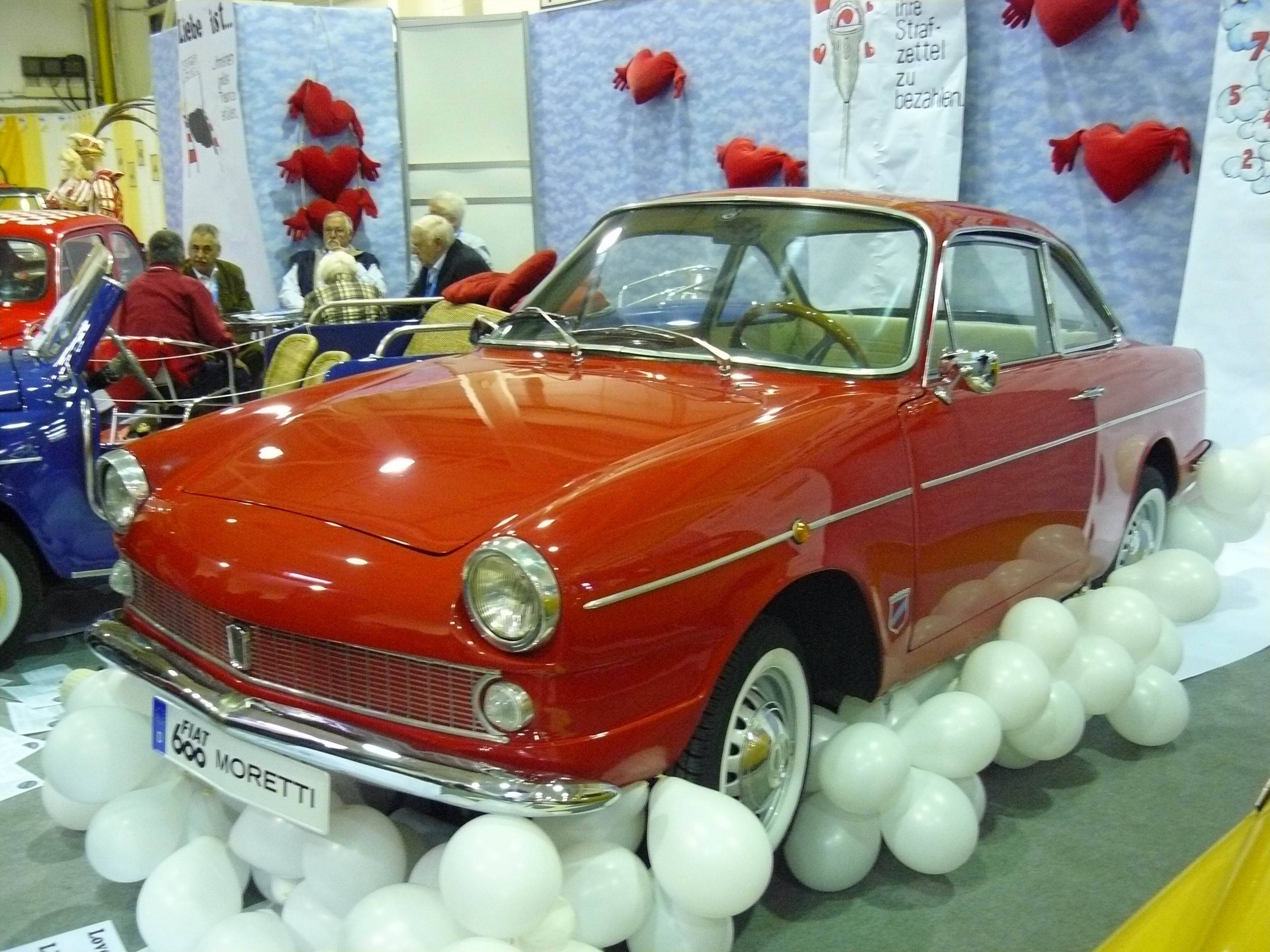
La "600 Coupé" della Moretti, disegnata da Michelotti

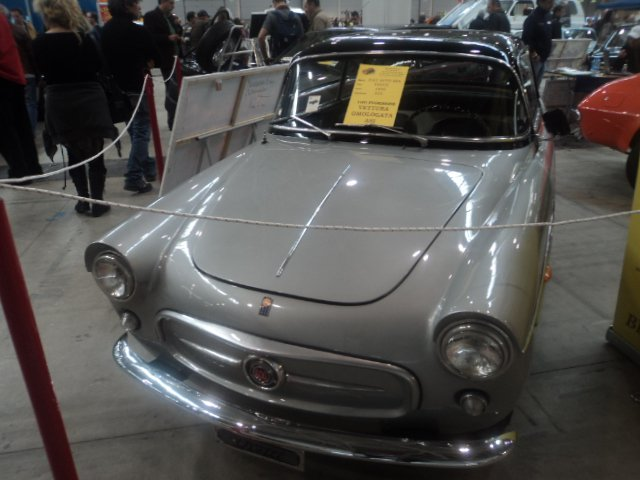
Una Fiat 600 carrozzata da Viotti

La meccanica e parti della carrozzeria della "600" furono utilizzate da molti carrozzieri e preparatori per realizzare versioni special, caratterizzate da lievi o importanti rielaborazioni estetiche e meccaniche, con finalità di distinzione e comfort o destinate al trasporto promiscuo e all'uso sportivo o ludico.
Tra le varie realizzazioni ottennero un buon successo le elaborazioni sportive della Abarth e della Giannini, le comode "Lucciola" a 4 porte della Francis Lombardi, la piccola fuoristrada "Jungla" della Savio e la divertente "Jolly", prima spiaggina costruita in serie, realizzata dalla Ghia.
Furono molti, in generale, i carrozzieri che proposero le loro trasformazioni, spesso coinvolgendo importanti designer. Tra le tante, sono degne di nota le realizzazioni di Frua, Accossato, Vignale, Caprera, Motto, Viotti, Pininfarina, Boano, OSCA, Serra, Canta, Allemano, Mantelli, Coriasco Monviso, OSI, Scionieri, Fissore e Moretti.

### Il caso ZAZ
Tra il 1960 e il 1969 vennero prodotti dalla ZAZ i modelli ЗАЗ-965 e ЗАЗ-965А (Zaz-965 e Zaz-965A), il cui frontale riproduceva quello della Fiat 600, anche mutuandone la disposizione tecnica "tutto dietro". Era invece diverso il tipo di motore, ed erano molte le differenze meccaniche per sospensioni e apparati direzionali e frenanti. Alcune fonti ipotizzano che tale modello derivasse da un prototipo dimostrativo "FIAT FIOM 350 Vetturetta" realizzato dalla FIOM nel 1952, su progetto FIAT, mentre altri sostengono che ai tecnici ZAZ incaricati della progettazione venne ordinato dal governo sovietico di prendere a modello la Fiat 600.

## Dati tecnici
| Caratteristiche tecniche - Fiat 600 del 1955.                                                                          | Caratteristiche tecniche - Fiat 600 del 1955. | Caratteristiche tecniche - Fiat 600 del 1955. | Caratteristiche tecniche - Fiat 600 del 1955. | Caratteristiche tecniche - Fiat 600 del 1955. | Caratteristiche tecniche - Fiat 600 del 1955. |
| Configurazione | Configurazione | Configurazione | Configurazione | Configurazione | Configurazione |
| --- | --- | --- | --- | --- | --- |
| Carrozzeria: Berlina due porte                                                                                         | Carrozzeria: Berlina due porte | Posizione motore: posteriore | Posizione motore: posteriore | Trazione: posteriore | Trazione: posteriore |
| Dimensioni e pesi | | | | | |
| Ingombri (lungh.×largh.×alt. in mm): 3215 × 1380 × 1405                                                                | Ingombri (lungh.×largh.×alt. in mm): 3215 × 1380 × 1405 | Ingombri (lungh.×largh.×alt. in mm): 3215 × 1380 × 1405 | Ingombri (lungh.×largh.×alt. in mm): 3215 × 1380 × 1405 | Diametro minimo sterzata: 8,70 m | Diametro minimo sterzata: 8,70 m |
| Interasse: 2000 mm | Interasse: 2000 mm | Carreggiate: anteriore 1144 - posteriore 1154 mm | Carreggiate: anteriore 1144 - posteriore 1154 mm | Altezza minima da terra: 160 mm | Altezza minima da terra: 160 mm |
| Posti totali: 4 | Posti totali: 4 | Bagagliaio: 200 dm³ (ant.70 dm³ + post.130 dm³) | Bagagliaio: 200 dm³ (ant.70 dm³ + post.130 dm³) | Serbatoio: 27 litri | Serbatoio: 27 litri |
| Masse | a vuoto: 560 kg / in ordine di marcia: 590 kg | a vuoto: 560 kg / in ordine di marcia: 590 kg | a vuoto: 560 kg / in ordine di marcia: 590 kg | a vuoto: 560 kg / in ordine di marcia: 590 kg | a vuoto: 560 kg / in ordine di marcia: 590 kg |
| Meccanica | | | | | |
| Tipo motore: 4 cilindri in linea raffreddato a liquido                                                                 | Tipo motore: 4 cilindri in linea raffreddato a liquido | Tipo motore: 4 cilindri in linea raffreddato a liquido | Cilindrata: Alesaggio x corsa = 60 x 56 mm; totale 633 cm³ | Cilindrata: Alesaggio x corsa = 60 x 56 mm; totale 633 cm³ | Cilindrata: Alesaggio x corsa = 60 x 56 mm; totale 633 cm³ |
| Distribuzione: aste e bilancieri, a due valvole in testa per cilindro, con albero a camme laterale comandato da catena | Distribuzione: aste e bilancieri, a due valvole in testa per cilindro, con albero a camme laterale comandato da catena | Distribuzione: aste e bilancieri, a due valvole in testa per cilindro, con albero a camme laterale comandato da catena | Alimentazione: un carburatore invertito Weber 22 DRA | Alimentazione: un carburatore invertito Weber 22 DRA | Alimentazione: un carburatore invertito Weber 22 DRA |
| Prestazioni motore | Potenza: 21,5 CV DIN a 4.600 giri/min / Coppia: 4 mkg DIN a 2.800 giri/min | Potenza: 21,5 CV DIN a 4.600 giri/min / Coppia: 4 mkg DIN a 2.800 giri/min | Potenza: 21,5 CV DIN a 4.600 giri/min / Coppia: 4 mkg DIN a 2.800 giri/min | Potenza: 21,5 CV DIN a 4.600 giri/min / Coppia: 4 mkg DIN a 2.800 giri/min | Potenza: 21,5 CV DIN a 4.600 giri/min / Coppia: 4 mkg DIN a 2.800 giri/min |
| Accensione: a bobina e spinterogeno con correttore pneumatico d'anticipo                                               | Accensione: a bobina e spinterogeno con correttore pneumatico d'anticipo | Accensione: a bobina e spinterogeno con correttore pneumatico d'anticipo | Impianto elettrico: 12 Volt con negativo a massa | Impianto elettrico: 12 Volt con negativo a massa | Impianto elettrico: 12 Volt con negativo a massa |
| Frizione: monodisco a secco, comando meccanico                                                                         | Frizione: monodisco a secco, comando meccanico | Frizione: monodisco a secco, comando meccanico | Cambio: a 4 rapporti (2°, 3° e 4° sincronizzati) + RM | Cambio: a 4 rapporti (2°, 3° e 4° sincronizzati) + RM | Cambio: a 4 rapporti (2°, 3° e 4° sincronizzati) + RM |
| Telaio | | | | | |
| Corpo vettura | carrozzeria a struttura portante | carrozzeria a struttura portante | carrozzeria a struttura portante | carrozzeria a struttura portante | carrozzeria a struttura portante |
| Sterzo | a vite ed a settore elicoidale | a vite ed a settore elicoidale | a vite ed a settore elicoidale | a vite ed a settore elicoidale | a vite ed a settore elicoidale |
| Sospensioni | anteriori: a ruote indipendenti con balestra superiore trasversale, bracci inferiori triangolati e ammortizzatori idraulici telescopici a doppio effetto / posteriori: a ruote indipendenti con bracci triangolati trasversali e inclinati, molloni elicoidali e ammortizzatori idraulici telescopici a doppio effetto | anteriori: a ruote indipendenti con balestra superiore trasversale, bracci inferiori triangolati e ammortizzatori idraulici telescopici a doppio effetto / posteriori: a ruote indipendenti con bracci triangolati trasversali e inclinati, molloni elicoidali e ammortizzatori idraulici telescopici a doppio effetto | anteriori: a ruote indipendenti con balestra superiore trasversale, bracci inferiori triangolati e ammortizzatori idraulici telescopici a doppio effetto / posteriori: a ruote indipendenti con bracci triangolati trasversali e inclinati, molloni elicoidali e ammortizzatori idraulici telescopici a doppio effetto | anteriori: a ruote indipendenti con balestra superiore trasversale, bracci inferiori triangolati e ammortizzatori idraulici telescopici a doppio effetto / posteriori: a ruote indipendenti con bracci triangolati trasversali e inclinati, molloni elicoidali e ammortizzatori idraulici telescopici a doppio effetto | anteriori: a ruote indipendenti con balestra superiore trasversale, bracci inferiori triangolati e ammortizzatori idraulici telescopici a doppio effetto / posteriori: a ruote indipendenti con bracci triangolati trasversali e inclinati, molloni elicoidali e ammortizzatori idraulici telescopici a doppio effetto |
| Freni | anteriori: a tamburo Ø 18,5 cm / posteriori: a tamburo Ø 18,5 cm con comando idraulico | anteriori: a tamburo Ø 18,5 cm / posteriori: a tamburo Ø 18,5 cm con comando idraulico | anteriori: a tamburo Ø 18,5 cm / posteriori: a tamburo Ø 18,5 cm con comando idraulico | anteriori: a tamburo Ø 18,5 cm / posteriori: a tamburo Ø 18,5 cm con comando idraulico | anteriori: a tamburo Ø 18,5 cm / posteriori: a tamburo Ø 18,5 cm con comando idraulico |
| Pneumatici | 5.20-12 | 5.20-12 | 5.20-12 | 5.20-12 | 5.20-12 |
| Prestazioni dichiarate                                                                                                 | | | | | |
| Velocità: in 4ª marcia: 96,25 km/h                                                                                     | Velocità: in 4ª marcia: 96,25 km/h | Velocità: in 4ª marcia: 96,25 km/h | Accelerazione: sul km da fermo con uso del cambio: 54,200 | Accelerazione: sul km da fermo con uso del cambio: 54,200 | Accelerazione: sul km da fermo con uso del cambio: 54,200 |
| Consumi | medio 7 l/100km | medio 7 l/100km | medio 7 l/100km | medio 7 l/100km | medio 7 l/100km |
| Fonte dei dati: Prova Fiat 600, Quattroruote, febbraio 1956                                                            | | | | | |